# 稚子塚駅
稚子塚駅（ちごづかえき）は、富山県中新川郡立山町浦田にある富山地方鉄道立山線の駅である。駅番号はT44。

## 歴史
- 1931年（昭和6年）
  - 8月15日：富山電気鉄道の浦田駅として開業。
  - 10月1日：稚子塚駅に改称。
- 1942年（昭和17年）10月31日：廃止。
- 1946年（昭和21年）以降：再開業。

## 駅構造
単式ホーム1面1線を持つ地上駅。駅舎はなくホームに待合室があるだけの無人駅である。

## 利用状況
「統計たてやま」によると、2019年度の1日平均乗降人員は65人であった。
近年の1日平均乗降人員は以下の通り。
| 年度   | 1日平均 乗降人員 |
| ------ | ---------------- |
| 2004年 | 51               |
| 2005年 | 50               |
| 2006年 | 58               |
| 2007年 | 66               |
| 2008年 | 61               |
| 2009年 | 57               |
| 2010年 | 60               |
| 2011年 | 58               |
| 2012年 | 58               |
| 2013年 | 56               |
| 2014年 | 50               |
| 2015年 | 61               |
| 2016年 | 66               |
| 2017年 | 63               |
| 2018年 | 65               |
| 2019年 | 65               |
| 2020年 | 54               |
| 2021年 | 58               |
| 2022年 | 61               |
| 2023年 | 156              |

## 駅周辺
- 農村振興会館
- 立山町立立山北部小学校

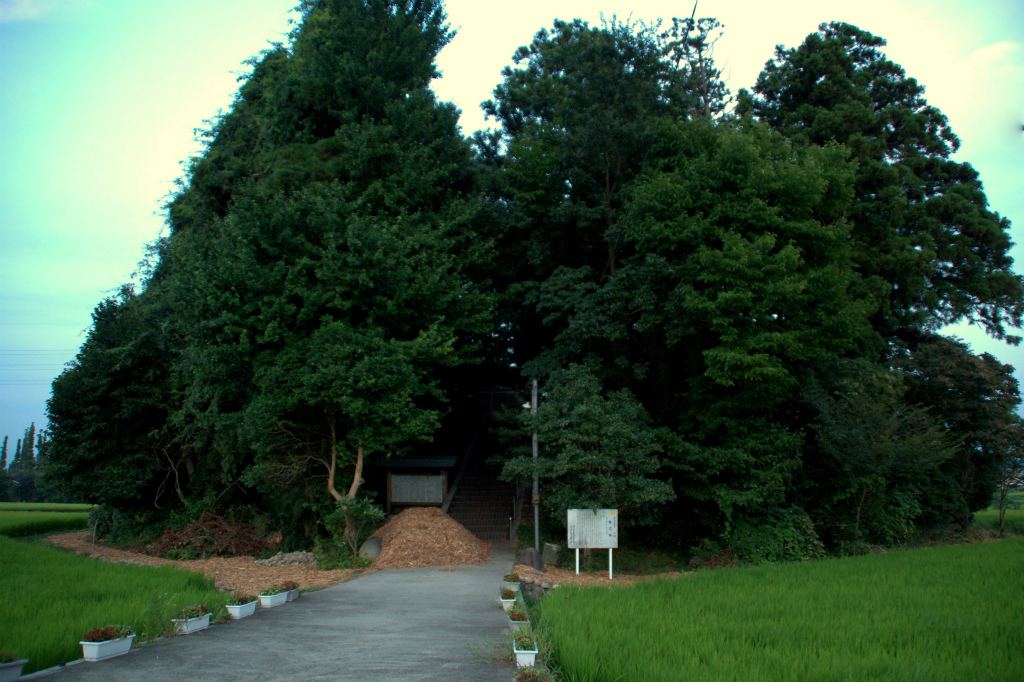
駅名の由来となった稚児塚。5世紀頃の有力な一族の墓であると記載されている（2012年8月）

- 稚児塚（） - 駅の約700メートル北方の線路沿いにある円形の古墳。

## 隣の駅
富山地方鉄道
■立山線
■アルペン特急・■特急
通過
■普通
寺田駅 (T08) - 稚子塚駅 (T44) - 田添駅 (T45)